# 嵇鑘
嵇鑘（16世紀—16世紀），字子佩，號少南，浙江湖州府德清縣人，明朝政治人物。

## 生平
嵇鑘是嘉靖十九年（1540年）庚子科浙江鄉試舉人，授如皋知縣，到任後立刻罷去私奉金二千多兩，釋放被誣陷死罪者十八人，如皋鄰近海邊，百戶余顯橫行海上，他抓獲余顯門客以治其罪，全都伏法戍海，又和戍將約定互不干民，某天有士卒殺漁民，嵇鑘擒拿後請戍將定奪，對方處死士卒以謝；饑荒年間多欠稅，他拿出羨金代民供輸，御史傳檄說：「如皋有羨金嗎？」要求拿出金錢治理泰興學宮，他則指出以如皋學宮倒塌推辭，御史又要求他助餉，他回答：「如皋是下邑，人民饑荒流徙。」為御史怨恨，用考功法罷去官職，離任時士民遮道挽留，泣涕如喪考妣。
之後他補任慶符知縣，船隻離開京口時幾乎反側，旁邊船隻來拯救，詢問後才得知他曾擔任如皋知縣，對方於是率領部下拜在橋下，曰：「德公無以報，今日乃天意。」

## 引用
1. 1 2  光緒《莆田縣志·卷十七·人物志》：嵇鑘，字子佩，號少南，德清人，嘉靖十九年舉人，知如皐縣，初至即罷私奉金二千有奇，釋死罪坐盜誣者十八人；邑瀕海，百戶余顯橫鷙海上，鑘鉤得顯客，致顯治之，其黨皆伏法戍海卒。每歲易汎為民患，鑘先為畫界，與戍將約毋犯民，一日卒殺漁者，鑘執之請戍將，戍將殺之以謝；歲饑賦多逋，鑘以羨金代民輸之，中丞檄云：「皐有羨耶？」其移治泰興學宮，鑘以皐學亦圯辭，又檄鑘助餉，鑘言：「皐下邑，民饑欲徙不能。」中丞銜之，卒中考功法，去之日士民遮道泣如失父母。 《通州志》，參《如皐縣志》
2. ↑  嘉慶《如皐縣志·卷十五·名宦傳》：嵇鑘，字子佩，德清人，嘉靖末年由舉人授皐令，初至即罷私奉金二千有奇，釋盜誣坐死罪者十八人；邑濱海，百戶余顯橫鷙海上，鑘鉤致顯客得其狀治之，皆伏法戍海。每歲易汛為民患苦，鑘先期為畫界，與戍將約毋犯吾民，一日戍卒殺漁者，鑘執之詰戍將，戍將立殛卒謝鑘；歲饑賦多逋，鑘以羨金代民輸，中丞臺檄皐移羨金治泰興學宮，鑘謂：「皐學亦圯。」辭不移，臺再檄佐饟，鑘又抗言：「皐下邑，不宜獨承饟，且民饑流亡奈何？」中丞御之，卒中以考功法，去之日士民遮道泣如失父母鑘，後補慶符，舟出京口幾覆，有旁艘來拯，詢知故皐令也，率其徒蒸橋下，曰：「德公無以報，今日乃天假之也。」